# Dây chìa vôi
Dây chìa vôi, hay còn gọi là Dây đau xương, Bạch liễm, Bạch phấn đằng, (danh pháp khoa học: Cissus modeccoides) là một loài thực vật hai lá mầm trong họ Nho. Loài này được Planch. miêu tả khoa học đầu tiên năm 1887.
Cây dạng bụi leo, thân nhỏ, nhẵn, leo bằng tua cuốn dạng sợi. Lá đơn mọc cách. Phiến lá có 2 dạng, ở gốc thì nguyên thùy, càng lên trên thì xẻ thùy sâu chân vịt, có từ 3-7 thùy. Mép có răng cưa nhỏ. Hoa tự ngù, mọc ở phía đối diện với lá. Tràng hoa màu vàng nhạt. Dây trưởng thành có phủ lớp phấn trắn ngoài thân như phấn vôi.
Y học truyền thống phương Đông sử dụng làm thảo dược chữa một số bệnh liên quan tới xương khớp.